# Как я был систематически уничтожен идиотом
«Как я был систематически уничтожен идиотом» (серб. Како сам систематски уништен од идиота) — югославский фильм, социальная сатирическая драма с элементами кинокомедии режиссёра Слободана Шияна. Снят в СФРЮ в 1983 году. Премьера состоялась в июле того же года, но практически сразу картина была изъята из проката.

## Сюжет
Грустная история о человеке, у которого никогда не было хорошего костюма, хорошего обеда, хорошей жены и даже хорошей революции.
События фильма происходят в социалистической Югославии в 1967—1968 годах. Баби Папушка (Стойкович) — мужчина около 50 лет, социальный маргинал, считающий себя «ортодоксальным» марксистом и пролетарием. Его кумир — Эрнесто Че Гевара, в образе которого он находится непрерывно. Политическими лозунгами и вымышленными болезнями он прикрывает патологическую неспособность к любому труду и нежелание работать, хотя и обладает некоторым даром стихосложения (в оригинальной, югославской версии фильма речи он произносит в стихах, часто экспромтом). Всё его имущество — трость и папка с революционной поэмой и незаконченным философским трактатом. Баби пытается добиться начисления пенсии по инвалидности, так как ранее, якобы, работал на кузнеца-частника и получил травму позвоночника. С этой версией он обращается к одному из партийных руководителей города, но получает отказ. В отместку он умышленно бросается под служебный автомобиль чиновника и на месяц попадает в больницу. Не желая покидать тёплую и сытую жизнь в лечебнице, Папушка требует диагностировать у него рак, но получает заверения, что он абсолютно здоров. Тем не менее, прихватив пару костылей, Баби отправляется на грязевой курорт Иголо. Выясняется, что он бывал там не менее десяти раз, и каждый раз был изгнан главным врачом как симулянт и «раковый маньяк».
Папушка возвращается в Белград, но не в состоянии и там добыть средства на пропитание, отправляется в родной посёлок, взяв с собой некую Риту (Саблич), называющую себя русской революционеркой и ведущую не менее асоциальную жизнь. Отец, мать и другие родственники отказываются принять Баби и Риту, и они вынуждены жить в развалившейся хибаре на краю деревни. Через несколько дней Папушке сообщают, что только что скончался его отец, завещавший перед смертью всё имущество своим сыновьям, исключая его. Когда родственники и близкие уходят на кладбище проститься с покойным, Баби крадёт из дома завещание. Ночью он с Ритой проникает в муниципалитет, чтобы выкрасть второй экземпляр документа. Там по неосторожности женщина сжигает весь архив, а сама застревает в оконной решётке. Её задерживает милиция. Папушке удаётся скрыться, на попутных машинах он добирается в Белград, где попадает в эпицентр студенческих волнений 1968 года — Белградский университет. Там он пытается выступить на митинге, но его призывы выйти на улицы не находят понимания среди студентов. Баби объявляют провокатором и запирают в одном из подсобных помещений. Утром, давая показания в штабе митингующих, он вновь призывает к насилию. Его хотят вывести из здания, но Папуша вырывается из рук студентов, бросается в окно третьего этажа и разбивается о мостовую. Прочитав короткую трагическую оду, он умирает. Когда Баби увозит санитарная машина, его папку поднимает другой люмпен, как две капли воды похожий на Карла Маркса.

## В ролях
- Данило Стойкович — Баби Папушка
- Елисавета Саблич — Рита
- Раде Маркович — Синиша, бывший актёр
- Стево Жигон — камео[3]
- Жика Миленкович — партийный чиновник
- Милутин Караджич — милиционер
- Радос Тержич — камео, «Карл Маркс», эпизод в финале фильма[4]
- Петар Краль — доктор
- Михайло Янкетич — оратор
- Светозар Цветкович — студент-лидер, участник стачки

## Художественные особенности и критика
Один из самых «личных» фильмов режиссёра, отражающий его собственный опыт участия в студенческих волнениях 1968 года. Прослеживается неоднозначность его отношения к событиям. Во-первых, речь Тито, частично поддержавшего студентов, подаётся Шияном как фарс, обычная манипуляция массами. Во-вторых, среди самих участников стачки уже выделяется лидер с замашками диктатора и студенты, готовые выполнять полицейские обязанности. Баби среди них чужак: свободный, принципиальный и абсолютно бесполезный. Он пытается совершить эпический акт самоубийства, но его последствия равны нулю. Режиссёр противопоставляет три ипостаси коммунизма: коммунизм, переросший в бюрократическое государство, идеалистический коммунизм и личный, индивидуальный коммунизм Папушки. При этом сам он не встаёт на позицию ни одного из этих трёх вариантов. Особенно решительно он уходит от героизации самого Баби, оставляя ему роль неумного клоуна.